# Глід (фільм)
«Глід» — радянський художній фільм 1979 року знятий на кіностудії «Казахфільм» режисером Муратом Омаровим, за мотивами оповідання письменника Оразбека Сарсенбаєва «Спи спокійно, ревізоре».

## Сюжет
Ревізора райфінвідділу старого Каугабаєва, що проводить перевірку бухгалтерських документів будівельного тресту, відкликають з відрядження. Він здивований — адже щойно він запитав необхідні документи, і засмучений — не встиг знайти і привезти з цих місць на прохання дружини глід. Виявляється, його начальство, пов'язане сімейністю й круговою порукою, направляючи його сподівалося забезпечити проходження перевірки трестом без проблем — розраховуючи на слабке здоров'я, вік та неуважність старого, його м'який характер, а також на його формальний підхід під час останньої перевірки перед відходом на спокійну пенсію. Але тихий ревізор, не може не довести справу до кінця — він повертається — знайти глід і завершити перевірку. Незважаючи на обіцянки начальства отримати садову ділянку, відхиляючи спроби перевіряючих дати йому великий хабар, встаючи перед складним моральним вибором — один з будівельників тресту — зять його знайомої, яка під час війни будучи медсестрою врятувала його — фронтовика, який отримав в 1942 році поранення під Курськом, він все ж проводить ревізію, викриваючи знахабнілих від безкарності «господарників» в розкраданнях.

## У ролях
- Нуржуман Іхтимбаєв — Байхон Каугабаєв, ревізор фінінспекції
- Мулюк Суртубаев — Аліхан, заступник начальника фінінспекції
- Тамара Косубаєва — Райхан
- Єсболган Жайсанбаєв — Медібек Дульсеков, прораб
- Раїса Мухамед'ярова — Даріга
- Алімгази Райнбеков — Малібек
- Айкен Мусабекова — дружина Байхона
- Жанна Керімтаєва — машиністка тресту
- Сайдаль Абилгазін — головний бухгалтер тресту

## Знімальна група
- Режисер — Мурат Омаров
- Сценарист — Сакен Наримбетов
- Оператор — Олександр Нілов
- Композитори — Тлес Кажгалієв, Ніна Перебаскіна
- Художник — Володимир Арискін